# Ficus pseudojaca
Ficus pseudojaca är en mullbärsväxtart som beskrevs av Edred John Henry Corner. Ficus pseudojaca ingår i släktet fikonsläktet, och familjen mullbärsväxter. Inga underarter finns listade i Catalogue of Life.